# 上土方
上土方（かみひじかた）は、静岡県掛川市にある大字。

## 地理
静岡県掛川市の南部に位置する。合併前の旧大東町においては北西部に位置していた。南北に細長い形状の大字である。全域が平地であり、田畑や人家だけでなく学校など公共施設も多い。北端には大坪台団地の一部が含まれている。西端を下小笠川が流れている。上土方の領域内には、隣接する大字である上土方嶺向の飛び地が存在する。一方、近隣の大字である上土方工業団地と上土方嶺向の間には、上土方の飛び地が存在する。
集落としては、大部分の領域が隣接する大字とともに「嶺向」を構成しているが、一部の領域は別の大字とともに「落合」を構成している。掛川市の自治区としては、集落としての嶺向は土方区に属しており、集落としての落合は上土方区に属している。なお、自治区としての上土方区は、入山瀬、落合、今滝の3集落によって構成されており、大字として「上土方」と住所表記される範囲とは全く異なる。

### 河川
- 下小笠川

## 歴史
大字として上土方と呼ばれている地は、もともとは自然村である遠江国城東郡の今滝村の一部、および、上土方村の一部であった。
今滝村については、のちに今滝村から旦付新田が分離独立している。内山真龍の『遠江国風土記伝』によれば、当時の今滝村の石高は212石9斗1升8合であったとされている。また、今瀧寺の寺田が5石とされている。この今滝村の村域の一部が、のちの大字としての上土方の一部に該当する。
一方、上土方村については、正保郷帳には上土方村として記載されているが、のちに上土方村は落合村、向村、嶺村の3村に分割された。元禄郷帳には落合村、向村、嶺村はそれぞれ別々の村として記載されている。そのうち向村の村域の一部が、のちの大字としての上土方の一部に該当する。内山真龍の『遠江国風土記伝』によれば、当時の向村の石高は446石7斗7升6合であったとされている。1868年（明治元年）に嶺村と向村が合併することになり、新たに嶺向村が発足した。
町村制が施行された1889年（明治22年）時点では、この地は静岡県城東郡土方村の一部となっていた。その後の度重なる市町村合併を経て、2005年（平成17年）4月よりこの地は掛川市の一部となった。

### 地名の由来
大字として「上土方」と呼ばれている地は、かつては土形郷の一部であり、時代が下ると「上土方村」の一部となっていた。「上土方」はその名前に因んでいる。

### 沿革

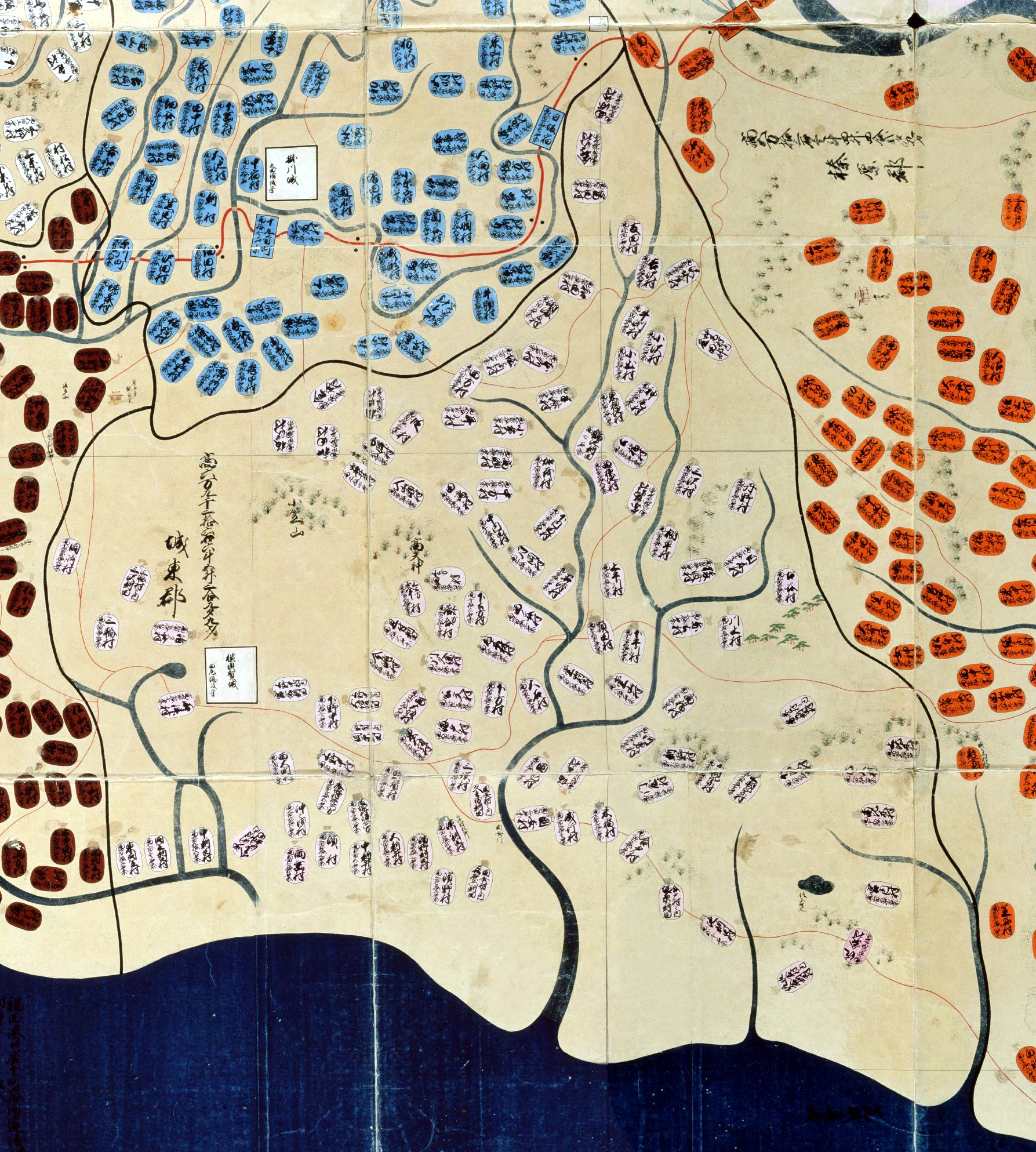
江戸時代に描かれた「遠江國」（『天保國繪圖』天保9年）。城東郡の村は薄桃色で示されており「今瀧村」「上土方向村」がみえる

- 1868年 - 遠江国城東郡嶺村、向村が合併して嶺向村を設置。
- 1871年 - 城東郡が静岡県に移管。
- 1871年 - 城東郡が浜松県に移管。
- 1875年 - 浜松県城東郡落合村、嶺向村、旦付新田が合併して上土方村を設置。
- 1876年 - 城東郡が静岡県に移管。
- 1889年 - 静岡県城東郡下土方村、入山瀬村、今滝村、上土方村、川久保村の大部分、中村の一部が合併して土方村を設置。
- 1896年 - 静岡県佐野郡、城東郡が合併して小笠郡を設置。
- 1955年 - 静岡県小笠郡佐束村、土方村が合併して城東村を設置。
- 1973年 - 静岡県小笠郡大浜町、城東村が合併して大東町を設置。
- 2005年 - 静岡県掛川市、小笠郡大東町、大須賀町が合併して掛川市を設置。

## 世帯数と人口
2024年（令和6年）11月末日現在の世帯数と人口は以下の通りである。
| 大字   | 世帯数 | 人口  |
| ------ | ------ | ----- |
| 上土方 | 74世帯 | 245人 |

## 事業所
2021年（令和3年）現在の事業所数と従業員数は以下の通りである。
| 大字   | 事業所数 | 従業員数 |
| ------ | -------- | -------- |
| 上土方 | 10事業所 | 65人     |

## 小・中学校の学区
公立小・中学校に通う場合、学区は以下の通りとなる。
| 番地 | 小学校             | 中学校             |
| ---- | ------------------ | ------------------ |
| 全域 | 掛川市立土方小学校 | 掛川市立城東中学校 |

## 交通

### バス
- しずてつ掛川大東浜岡線 - 高天神入口停留所、土方小学校前停留所

### 道路
- 静岡県道251号袋井小笠線

## 施設
- 土方郵便局[12]
- 掛川市消防団大東第四分団[13]
- 掛川市立土方小学校[14]
- 遠州夢咲農業協同組合土方支店[15]
- 遠州夢咲農業協同組合土方製茶工場[16]
- 大坪台団地

## その他

### 郵便
- 郵便番号：437-1433[3]（集配局：遠江大東郵便局）

### 警察
警察の管轄区域は以下の通りである。
| 番地 | 警察署     | 交番・駐在所 |
| ---- | ---------- | ------------ |
| 全域 | 掛川警察署 | 城東駐在所   |

### 消防
消防の管轄区域は以下の通りである。
| 番地 | 消防署・分署 | 消防団分団   |
| ---- | ------------ | ------------ |
| 全域 | 南消防署     | 大東第四分団 |

### 註釈
1. ↑  今日では「遠江国風土記伝」と表記するのが一般的であるが、1900年に発行された『逺江國風圡記傳』では「逺江國風圡記傳」との表記を用いているため、同書に関する出典表記はそれに倣った。